# USS Ommaney Bay (CVE-79)
USS Ommaney Bay (CVE–79) là một tàu sân bay hộ tống lớp Casablanca được Hải quân Hoa Kỳ chế tạo trong Chiến tranh Thế giới thứ hai. Tên nó được đặt theo vịnh Ommaney, Alaska. Nó đã hoạt động trong Thế Chiến II, cho đến khi bị máy bay Kamikaze Nhật Bản đánh trúng vào ngày 4 tháng 1 năm 1945 và phải bị đánh đắm sau đó. Ommaney Bay được tặng thưởng hai Ngôi sao Chiến trận do thành tích phục vụ trong Thế Chiến II.

## Thiết kế và chế tạo
Ommaney Bay được đặt lườn tại Xưởng tàu Vancouver của hãng Kaiser Company, Inc. ở Vancouver, Washington vào ngày 6 tháng 10 năm 1943. Nó được hạ thủy vào ngày 29 tháng 12 năm 1943; được đỡ đầu bởi bà P. K. Robottom; và được Hải quân sở hữu và nhập biên chế vào ngày 11 tháng 2 năm 1944 dưới quyền chỉ huy của Hạm trưởng, Đại tá Hải quân Howard L. Young.

## Lịch sử hoạt động
Sau khi được trang bị tại Astoria, Oregon và tiến hành chạy thử máy tại Puget Sound, Washington, Ommaney Bay khởi hành từ Oakland, California vào ngày 19 tháng 3, với hành khách và hàng hóa máy bay trên tàu để đi sang Brisbane, Australia. Quay trở về San Diego vào ngày 27 tháng 4, nó thực tập huấn luyện chuẩn nhận phi công tàu sân bay trong mười ngày, và sau khi được sửa chữa và cải biến, nó lên đường đi Trân Châu Cảng vào ngày 10 tháng 6. Cho đến ngày 12 tháng 8, chiếc tàu sân bay huấn luyện các liên đội không lực và đội bay kỹ thuật cất hạ cánh trên các tàu sân bay tí hon, rồi lên đường đi Tulagi thuộc quần đảo Solomon tham gia cuộc tổng dợt cho cuộc tấn công đổ bộ lên quần đảo Palau. Từ ngày 11 tháng 9 cho đến đầu tháng 10, nó có mặt ngoài khơi các đảo Peleliu và Anguar, hỗ trợ trên không cho hạm đội cũng như hỗ trợ gần mặt đất cho lực lượng trên bờ.
Ommaney Bay lên đường đi đảo Manus để tiếp nhiên liệu và đạn dược, trước khi gia nhập Đơn vị Đặc nhiệm 77.4.2 ("Taffy 2") dưới quyền Chuẩn đô đốc Felix Stump, để tham gia cuộc đổ bộ lên Leyte. Lúc mở màn Trận chiến ngoài khơi Samar vào ngày 25 tháng 10, các tàu sân bay hộ tống đã tung hết máy bay của họ ra trong một nỗ lực ngăn chặn lực lượng tàu nổi đối phương vốn có ưu thế vượt trội. Trong ngày hôm đó, Ommaney Bay đã tung ra sáu đợt không kích, góp phần vào việc đánh chìm một tàu tuần dương đối phương và làm hư hại một số tàu chiến khác. Quan trọng hơn hết, các phi vụ bắn phá của nó hợp cùng sự chống trả của các tàu khu trục và tàu khu trục hộ tống đã giúp đẩy lui Lực lượng Trung tâm Nhật Bản dưới quyền Phó đô đốc Takeo Kurita, như một phần của cuộc Hải chiến vịnh Leyte.
Ommaney Bay trải qua tháng 11 tại Manus và Kossol Roads để bảo trì và tiếp liệu, rồi hoạt động tại khu vực biển Mindanao và biển Sulu từ ngày 12 đến ngày 17 tháng 12 để hỗ trợ cho các chiến dịch tại đảo Mindoro. Trong những đợt không kích nặng nề của đối phương vào ngày 15 tháng 12, con tàu đã bắn rơi một máy bay ném bom đối phương khi nó bổ nhào xuống tấn công tự sát từ phía mũi bên mạn trái. Đến ngày 19 tháng 12, nó quay trở lại Kossol Roads để chuẩn bị cho cuộc đổ bộ tiếp theo lên vịnh Lingayen.
Ommaney Bay lên đường vào ngày 1 tháng 11 năm 1945, và băng qua eo biển Surigao hai ngày sau đó. Trong biển Sulu vào xế trưa ngày hôm sau, một máy bay tấn công cảm tử Kamikaze hai động cơ đã lọt qua được hàng rào phòng thủ mà không bị phát hiện, và hướng thẳng đến Ommaney Bay. Kẻ tấn công nhắm thẳng đến đảo cấu trúc thượng tầng của chiếc tàu sân bay, rồi bổ nhào vào mạn phải, phóng ra hai quả bom. Quả thứ nhất xuyên qua sàn đáp và nổ tung bên cạnh những máy bay đã đổ đầy xăng phía trước sàn chứa máy bay; quả thứ hai xuyên thủng đến hầm tàu thứ hai, gây hư hại phòng nồi hơi và kích nổ gần mạn phải. Con tàu ngay lập tức bị mất áp lực phía trước, mất điện và liên lạc đến cầu tàu. Các đám cháy bùng lên dữ dội từ những máy bay tỏa khói đen dày đặc, cùng với đạn pháo.50 caliber kích nổ đã ngăn trở việc kiểm soát hư hỏng. Các tàu hộ tống không thể trợ giúp để dập lửa do nguy cơ nổ đạn pháo và sức nóng từ các đám cháy. Đến 17 giờ 50 phút, toàn bộ phần trên con tàu không thể chịu đựng được do hỏa hoạn, và các đầu đạn ngư lôi có thể kích nổ bất cứ lúc nào, nên lệnh bỏ tàu được đưa ra.
Chiếc tàu sân bay bị một quả ngư lôi từ tàu khu trục Burns (DD-588) đánh đắm lúc 19 giờ 45 phút, ở vị trí 11°25′B 121°19′Đ / 11,417°B 121,317°Đ. Có tổng cộng 95 người đã thiệt mạng, bao gồm hai thủy thủ của một tàu khu trục trợ giúp đã tử trận cho các đầu đạn ngư lôi trên tàu sân bay phát nổ.

## Phần thưởng
Ommaney Bay được tặng thưởng hai Ngôi sao Chiến trận do thành tích phục vụ trong Thế Chiến II.